# Figularia lepida
Figularia lepida är en mossdjursart som beskrevs av Hayward 1988. Figularia lepida ingår i släktet Figularia och familjen Cribrilinidae. Inga underarter finns listade i Catalogue of Life.